# سامسونج إس 7550
الأرض الزرقاء أو سامسونج إس 7550 (بالإنجليزية: Blue earth)‏ أو (بالإنجليزية: Samsung S7550)‏ هاتف نقال كانت تسوقه شركة سامسونج ابتداء من يونيو 2009. وقد سمي بهذا الاسم لأنه هاتف يساعد على حماية البيئة حيث يعتبر أول هاتف يعمل بالطاقة الشمسية. و قد صنع من البلاستيك المعاد استعماله من الزجاجات البلاستيكية كما أنه قادر على قياس نسبة انبعاثات الكربون.